# Shintaro Uda

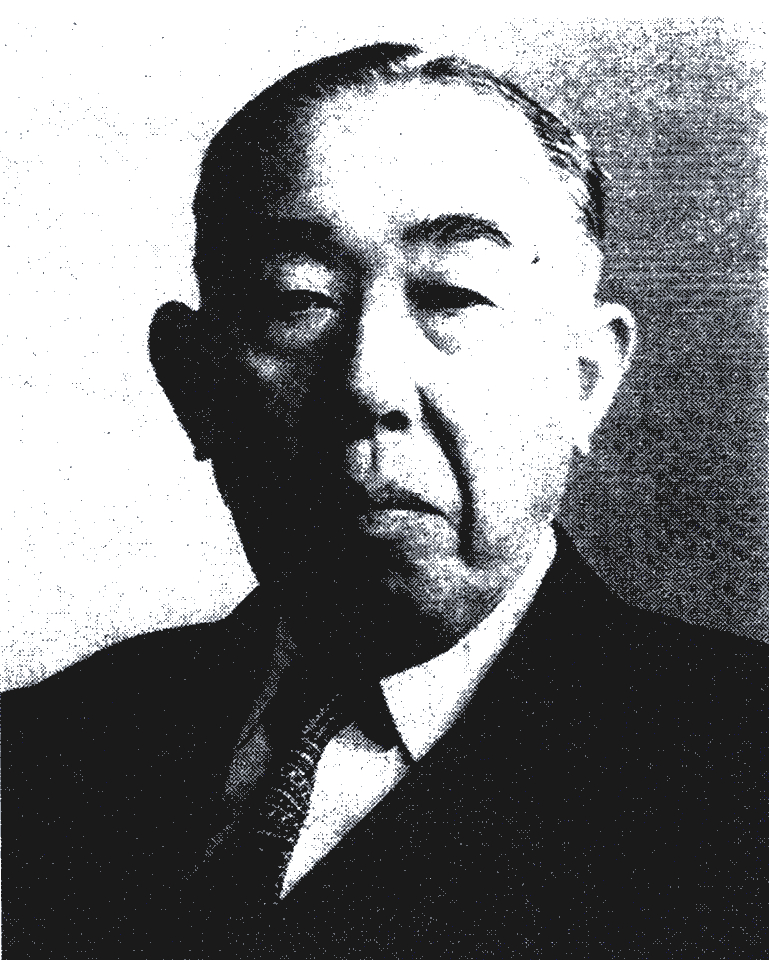
Shintaro Uda

Shintaro Uda (宇田 新太郎 Uda Shintarō; 1 juli 1896 – 18 augustus 1976) was hoogleraar aan de Tohoku University te Sendai, Japan.
Hij werd geboren in een dorp dat nu tot Nyuzen (Toyama) behoort. Uda studeerde elektrotechniek onder Hidetsugu Yagi aan de Tohoku University waar hij in 1924 afstudeerde. Hierna ging hij werken bij een onderzoeksafdeling onder leiding van Yagi. Hier vond hij in 1926 een nieuw soort antenne uit die nu bekendstaat als de Yagi-antenne. Deze heeft zijn naam te danken aan Yagi die er in 1928 als eerste in de Engelse taal over schreef.